# MG Y
O  Y-Type   é um modelo esportivo da MG. MG Y-Type foram produzidos entre os anos 1947 - 1953, com anos de atraso devido a Segunda Guerra Mundial.